# Oxyrhopus rhombifer
Oxyrhopus rhombifer (пампасова несправжня коралова змія) — вид змій родини полозових (Colubridae). Мешкає в Південній Америці.

## Підвиди
Виділяють три підвиди:
- Oxyrhopus rhombifer inaequifasciatus Werner, 1909;
- Oxyrhopus rhombifer rhombifer Duméril, Bibron & Duméril, 1854;
- Oxyrhopus rhombifer bachmanni (Weyenbergh, 1876).

## Поширення і екологія
Пампасові несправжні коралові змії мешкають в Бразилії, Болівії, Парагваї, Уругваї та на більшій частині Аргентини (за винятком гір і Патагонії). Вони живуть у різноманітних відкритих природних середовищах, зокрема в саванах серрадо, заростях чако, монте і еспіналь та в пампі. Живляться переважно ящірками, а також дрібними гризунами. Відкладають яйця.